# Milà-Sanremo 1907
La Milà-Sanremo 1907 fou la 1a edició de la Milà-Sanremo. La cursa es disputà el 14 d'abril de 1907, sent el vencedor final el francès Lucien Petit-Breton.
33 ciclistes hi van prendre part, acabant la cursa 14 d'ells.

## Classificació final
|    | Ciclista            | Equip          | Temps        |
| -- | ------------------- | -------------- | ------------ |
| 1  | Lucien Petit-Breton | Bianchi        | 11h 04' 15"  |
| 2  | Gustave Garrigou    | Peugeot-Wolber | + 35"        |
| 3  | Giovanni Gerbi      | Bianchi        | m. t.        |
| 4  | Luigi Ganna         | Otav           | + 32' 45"    |
| 5  | Carlo Galetti       | Otav           | + 32' 57s"   |
| 6  | Eberardo Pavesi     | Otav           | + 1h 07' 45" |
| 7  | Giovanni Cuniolo    | Maino          | + 1h 36' 45" |
| 8  | Philippe Pautrat    | -              | + 1h 53' 45" |
| 9  | Clemente Canepari   | -              | + 1h 54' 01" |
| 10 | Amleto Belloni      | -              | + 1h 54' 04" |